# Mickey Hargitay
Miklós „Mickey” Hargitay (ur. 6 stycznia 1926 (niektóre źródła podają 19 października 1927) w Budapeszcie, zm. 14 września 2006 w Los Angeles) – węgiersko-amerykański kulturysta i aktor. W 1955 uzyskał tytuł Mr. Universe.

## Życiorys

### Wczesne lata
Urodził się w Budapeszcie na Węgrzech jako syn Márii Hargitai (z domu Róth Fischer; 1895-1980) i Ferenca Hargitai (1895-1980). Jego rodzice pracowali w show-biznesie w Europie. Przez szereg lat wraz ze starszym bratem Ferencem (ur. 21 marca 1922, zm. 8 lipca 1979) występował jako akrobata. Brał udział w pokazach akrobatycznych wraz z rodziną występując w teatrach operowych na Węgrzech. Grał także w piłkę nożną oraz wyczynowo uprawiał łyżwiarstwo szybkie. Po II wojnie światowej wyemigrował do Stanów Zjednoczonych, gdzie osiedlił się w Cleveland w stanie Ohio. Pracował jako hydraulik i cieśla, a także wykonywał popisy akrobatyczne ze swoją ówczesną żoną Mary Birge. 

### Kariera
Do rozpoczęcia kariery w kulturystyce zainspirowała go okładka magazynu ze Steve Reevesem, znanym z roli Herkulesa. W 1955 roku uzyskał NABBA Mister Universe. W 1956 został odkryty przez zasłużoną aktorkę Mae West, która zaproponowała mu występy w rewii, gdzie zaczynali także Reg Lewis, Gordon Mitchell i Dan Vadis. Mae West zatrudniła go jako wiodącego mężczyznę w jej słynnym Variety Show w nowojorskiej Dzielnicy Łacińskiej, na którym znalazło się szereg modeli-kulturystów, w tym Richard DuBois, Irvin Koszewski, Joe Gold, Dominic Juliano, Chuck Pendleton, Armand Tanny i George Eiferman.
W drugiej połowie lat 50. zajął się także aktorstwem. Pierwszą rolą filmową była postać Bobo Branigansky'a w komedii Will Success Spoil Rock Hunter? (1957) z Jayne Mansfield i Tonym Randallem. W 1960 Hargitay i Mansfield zostali obsadzeni w głównych rolach w filmie Miłość Herkulesa (Gli amori di Ercole), który został nakręcony we Włoszech i nigdy nie został wyświetlany w kinach w Stanach Zjednoczonych, choć był dostępny na Netflix pod tytułem Herkules kontra Hydra. W ciągu najbliższych czterech lat, Hargitay i Mansfield zagrali razem w komediach: Obietnice! Obietnice! (Promises! Promises!, 1963) i Prymitywna miłość (L'Amore Primitivo, 1964). W jednym z odcinków serialu NBC Prawo i porządek: sekcja specjalna (Law & Order: Special Victims Unit, 2003), zatytułowanym Kontrola (Control), wystąpił w roli człowieka, który był świadkiem następstwa brutalnego napadu na ruchomych schodach stacji metra.
W biograficznym filmie telewizyjnym CBS Opowieść o Jayne Mansfield (The Jayne Mansfield Story, 1980) rolę Mickeya Hargitaya zagrał Arnold Schwarzenegger, a tytułową Jayne Mansfield - Loni Anderson.

### Życie prywatne
W Cleveland w stanie Ohio poznał i poślubił swoją pierwszą żonę Mary Birge, z którą się rozwiódł 6 września 1956; z pierwszego małżeństwa miał córkę Tinę (ur. 1949). 13 stycznia 1958 poślubił aktorkę Jayne Mansfield, z którą miał troje dzieci - dwóch synów: Jeffreya Palmera (21 grudnia 1958) i Zoltána Anthony'ego (1 sierpnia 1960) oraz córkę Mariskę Magdolnę (ur. 23 stycznia 1964 w Los Angeles), która została aktorką, znaną jako detektyw Olivia Benson w serialu NBC Prawo i porządek: sekcja specjalna (Law & Order: Special Victims Unit). 26 sierpnia 1964 doszło do rozwodu. 14 kwietnia 1967 ożenił się po raz trzeci z Ellen Siano.
Zmarł 14 września 2006 w Los Angeles w stanie Kalifornia w wieku osiemdziesięciu lat. Przyczyną zgonu był szpiczak mnogi – nowotwór układu krwionośnego.

## Osiągnięcia w kulturystyce
| Rok       | Konkurencja                                                          | Wysokość / Waga klasyfikacja | Miejsce             |
| --------- | -------------------------------------------------------------------- | ---------------------------- | ------------------- |
| 1951      | Mr Mid-America − federacja AAU                                       |                              | 3.                  |
| 1952      | Mr America − fed. AAU                                                |                              | 9.                  |
| 1952      | Mr World − fed. AAU                                                  | wysokich zawodników          | 4.                  |
| 1952      | Mr World − fed. AAU                                                  |                              | 7.                  |
| 1953      | Mr America − fed. AAU                                                |                              | 12.                 |
| 1953-2003 | 14-krotna obecność na okładkach czasopism o tematyce kulturystycznej |                              |                     |
| 1954      | Mr America − fed. AAU                                                |                              | 8.                  |
| 1954      | Junior Mr America − fed. AAU                                         |                              | 3.                  |
| 1955      | Mr America − fed. AAU                                                |                              | 6.                  |
| 1955      | Mr National Capital − fed. AAU                                       |                              | 2.                  |
| 1955      | Mr Universe − fed. NABBA                                             | wysokich zawodników          | 1.                  |
| 1955      | Mr Universe − fed. NABBA                                             |                              | całkowity zwycięzca |
| 1963      | Universe Pro − fed. NABBA, Tall                                      |                              | 5.                  |

## Filmografia
- 1957: Will Success Spoil Rock Hunter? jako Bobo Branigansky
- 1957: Slaughter on Tenth Avenue jako Duży John
- 1960: Miłostki Herkulesa (Amori di Ercole) jako Herkules
- 1963: Obietnice! Obietnice! (Promises! Promises!) jako Król Banner
- 1964: La Vendetta dei gladiatori jako Fabius[25]
- 1965: Il boia scarlatto jako Travis Anderson
- 1965: Uno straniero a sacramento jako Mike Jordan
- 1966: 3 colpi di Winchester per Ringo jako Ringo Carson
- 1967: Cjamango jako Clinton
- 1971: La figlia di Frankenstein jako kapitan Harris
- 1972: Delirio caldo jako Herbert Lyutak
- 1973: Riti, magie nere e segrete orge nel trecento jako Jack Nelson
- 1980: Bob Hope's Overseas Christmas Tours: Around the World with the Troops − 1941-1972